# Lato (Grecia)
Lato (en griego antiguo: Λατώ) fue una antigua ciudad de la isla griega de Creta, cuyas ruinas se encuentran a unos 3 km de la pequeña ciudad de Kritsa.

## Historia
Aunque probablemente ya había asentamientos previos, la ciudad fue fundada por los dorios en el s. VII a. C., y llegó a ser una de las más importantes ciudades-estado dóricas de Creta. Se ha sugerido que la ciudad recibe su nombre de la diosa Leto (que en dialecto dórico es Lato), la madre de Apolo y Artemisa, aunque el principal culto en la ciudad estaba destinado a la diosa Ilitía, y aparece mencionada en las tablas de escritura lineal B como RA-TO. Fue construida en una posición defendible con vistas a la bahía de Mirabello entre dos picos, los cuales se convirtieron en la acrópolis de la ciudad.
A finales del s. III a. C. Lato formaba parte de la Liga de Cnosos y compartía con el resto de ciudades las mismas leyes. Lato hizo alianzas con Rodas, Teos y con la dinastía atalída de Pérgamo. Sin embargo, estuvo en conflictos continuos con su vecina Olunte por cuestiones de límites territoriales entre ellas. La ciudad fue destruida hacia 200 a. C., pero su puerto (Lato pros Kamara), ubicado cerca de la actual Ágios Nikolaos estuvo en uso durante la dominación romana de la isla.
Nearco, uno de los oficiales y hetairos de Alejandro Magno, cuyas crónicas sobre la expedición en Asia de Alejandro, que se han perdido, es una de las fuentes que citan Arriano, Estrabón y otros autores clásicos que escriben sobre el conquistador macedónico, es de origen cretense y probablemente nació en Lato.

## Arqueología
Los restos arqueológicos que han llegado hasta nuestros días corresponden a la ciudad del s. IV y s. V a. C. Lato es una de las ciudades griegas mejor excavadas de Creta. Las primeras localizaciones del yacimiento, británicas, son de mediados de 1865, aunque se identificaron erróneamente con restos de la cercana ciudad de Olunte. Arthur Evans inició en 1894 una pequeña excavación durante 2 años. Pero la excavación más sistemática fueron llevadas a cabo por equipos franceses entre los años 1899 y 1901, trabajos que se reiniciaron en 1968 hasta 1970.
El yacimiento comprende la acrópolis, el ágora, el pritaneo, el templo y el teatro. La entrada principal se encuentra al oeste del yacimiento donde un camino escalonado lleva al ágora. El centro de la ciudad está en la cima de la colina, y desde aquí la vista hacia el puerto antiguo de Lato, Ágios Nikolaos, es magnífica. Al sudoeste se encuentran los restos de un templo y la zona del teatro, en el que probablemente había asientos para 350 personas. Además la ciudad contaba con un pritaneo (edificio administrativo).